# Gare d'Uusikaupunki
La gare d'Uusikaupunki (en finnois : Uudenkaupungin rautatieasema) est une gare ferroviaire de la ligne de Turku à Uusikaupunki. Elle est située à Uusikaupunki en Finlande.
Ouverte en 1924, la gare est fermée au service des voyageurs en 1993. Elle est ouverte au service des marchandises.

## Situation ferroviaire
La gare d'Uusikaupunki est située au point kilométrique (pk) 65,1 de la ligne de Turku à Uusikaupunki, entre la gare marchandise en service de Raisio, les voies du port d'Uusikaupunki et le dépôt d'Hangonsaari.

## Histoire
La gare d'Uusikaupunki est mise en service le 1er septembre 1924. Son bâtiment est dû à l'architecte Thure Hellström.
La gare est dirigée par télécommande depuis 2008.

## Gare marchandises
La gare est ouverte à ce service.

## Patrimoine ferroviaire

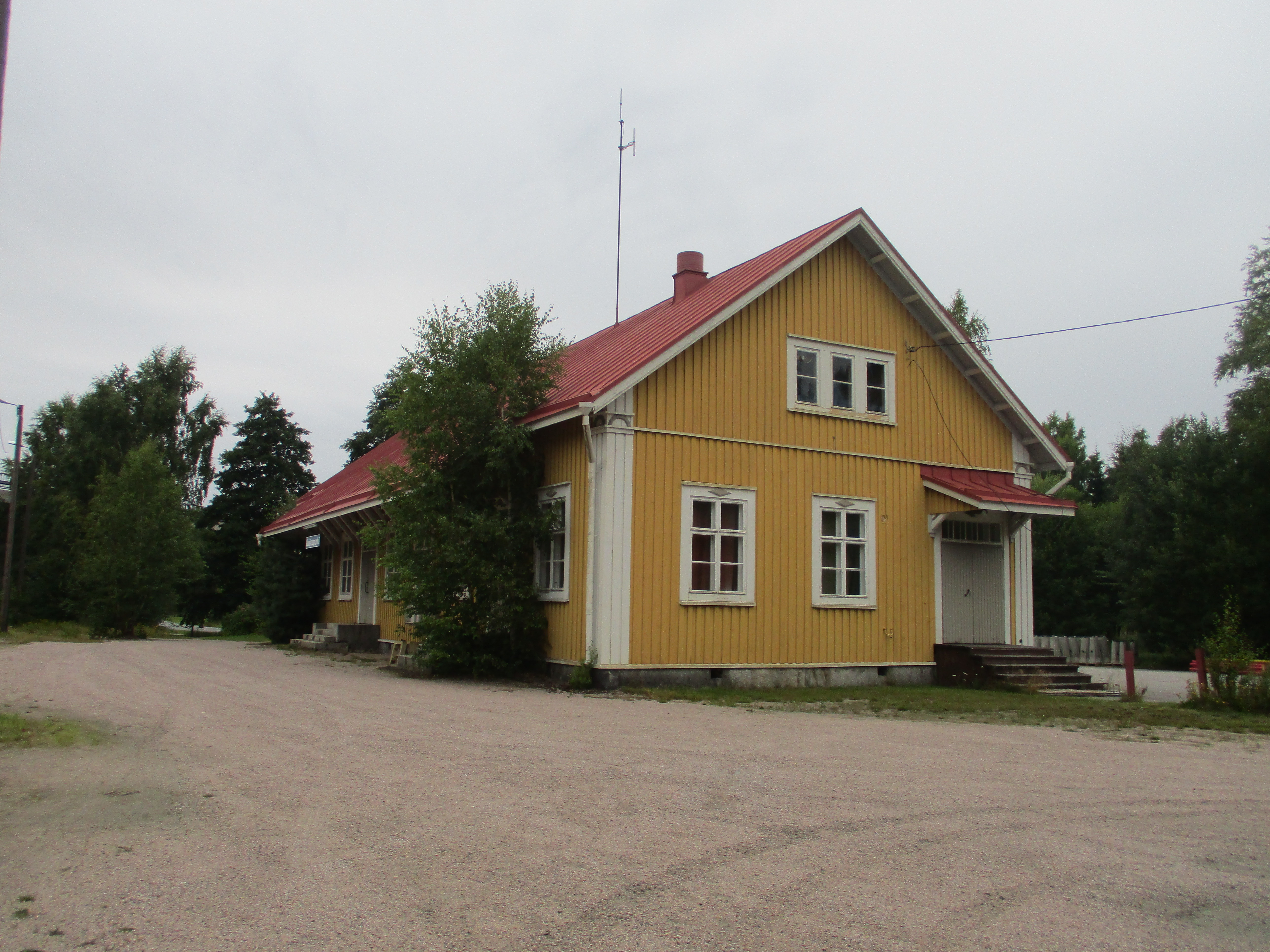
Le bâtiment principal en 2017.

Le bâtiment d'origine est vendu aux enchères en 2019. Le site de la gare comporte également un halle à marchandises en bois située à côté du bâtiment principal et, de l'autre côté des voies, deux bâtiments en briques rouges : un château d'eau et une remise pour deux locomotives.